# Jean-Baptiste Schwilgué

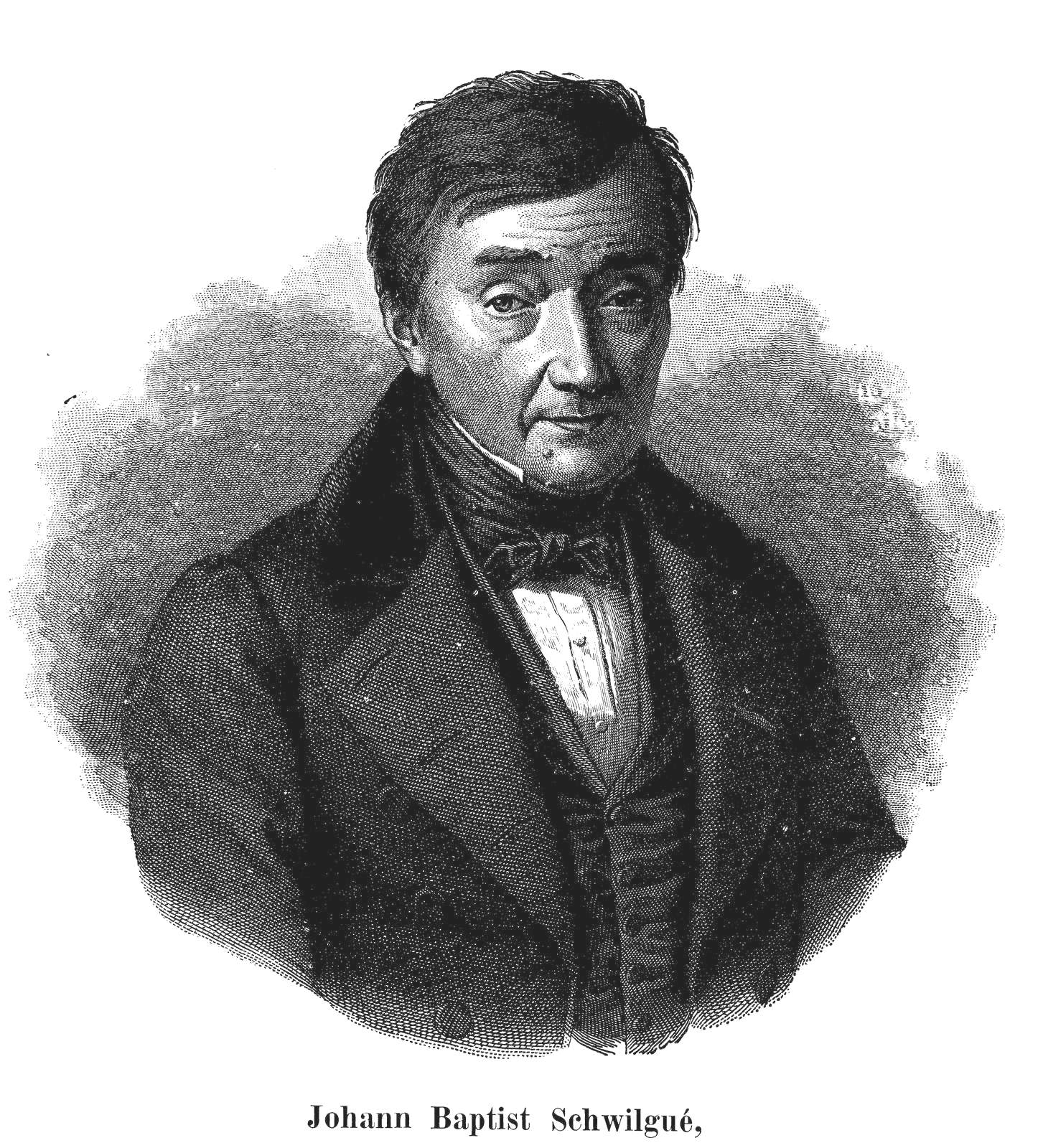
Jean-Baptiste Schwilgué

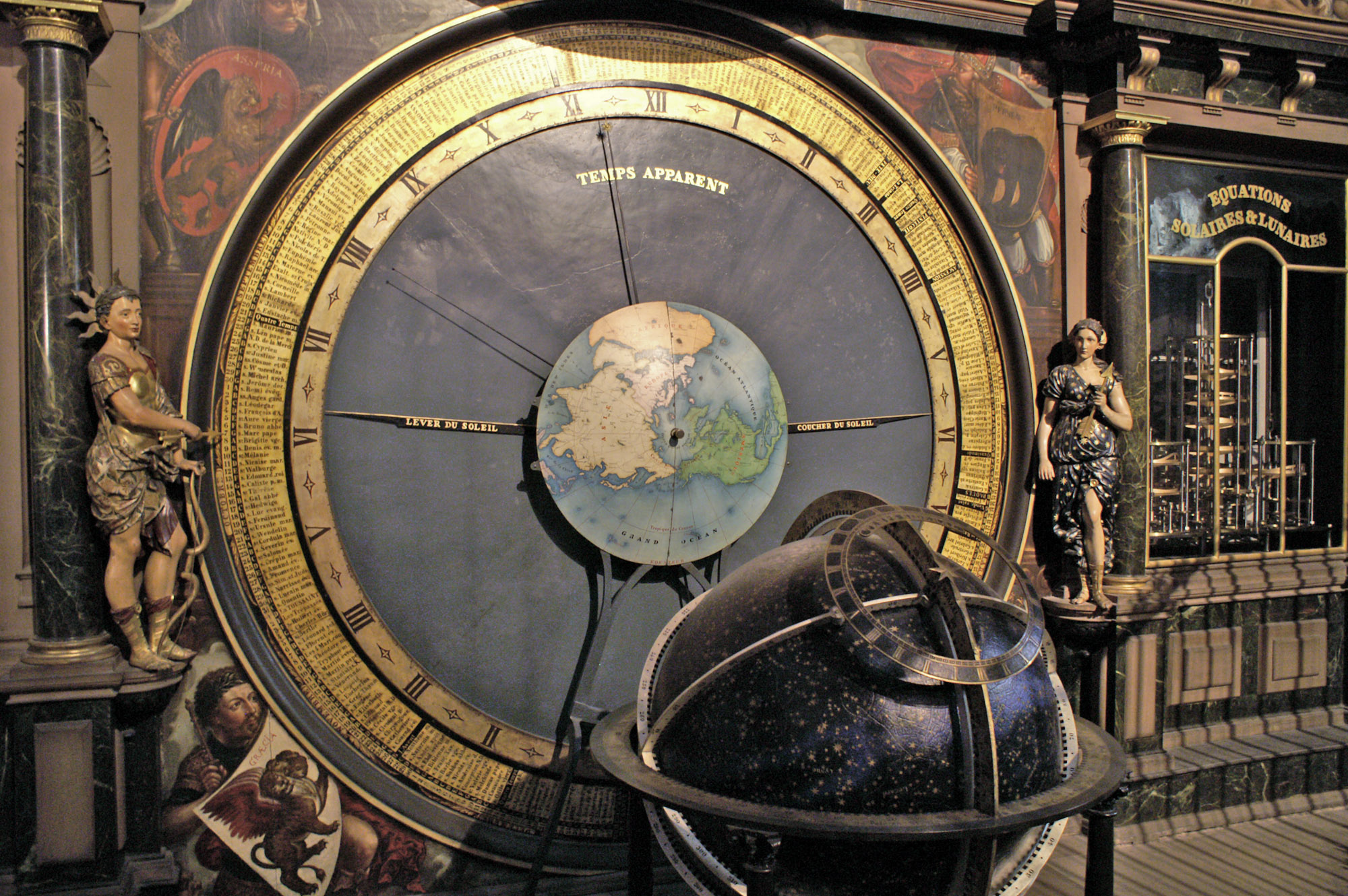
Astronomische Uhr im Straßburger Münster (Detail)

Jean-Baptiste Schwilgué (deutsch Johann Baptist Schwilgué) (* 18. Dezember 1776 in Straßburg; † 5. Dezember 1856 ebenda) war ein französischer Uhrmacher und der Restaurator sowie teilweiser Neubauer des Uhrwerkes der astronomischen Uhr im Straßburger Münster.
Mit dem Bau der Uhr war in den Jahren von 1547 bis 1548 unter der Leitung von Chrétien Herlin, Astronom und Mathematikprofessor der späteren Straßburger Akademie und seinen mathematisch begabten Mitarbeitern, dem Arzt Michel Herr und dem Theologen Nicolas Prugner begonnen worden. Nach einer Unterbrechung nahmen in den Jahren von 1571 und 1574 Herlins Schüler Konrad Dasypodius (1531–1601) und der Breslauer David Wolkenstein (1534–1592) die Arbeit gemeinsam mit den Brüdern Isaak Habrecht (1544–1620) und Josias Habrecht (1552–1575), Uhrmacher aus Schaffhausen, und dem in Straßburg ansässigen Schaffhauser Maler Tobias Stimmer (1539–1584) wieder auf.
Schwilgué war als Junge von der seit 1788 stillstehenden Uhr fasziniert und eignete sich die Kenntnisse und Fertigkeiten, die für den Bau eines neuen Uhrwerkes erforderlich waren, im Laufe seines Lebens in autodidaktischem Studium an. Im Alter wurde er mit der Instandsetzung beauftragt, die er in den Jahren von 1838 bis 1843 vornahm; die Uhr wurde am 24. Juli 1843 fertiggestellt, jedoch bereits am 31. Dezember 1842 eingeweiht. Seinem Wunsch, eine ganz neue Uhr mit einem gläsernen Gehäuse zu bauen, um dem Betrachter zu gestatten, das Uhrwerk zu bewundern, wurde aus Kostengründen nicht stattgegeben.
Es gibt noch viele Schwilguésche Turmuhren, die meisten davon allerdings eher unspektakulär. In Straßburg selbst sind noch mehrere erhalten, zum Beispiel an der Aureliakirche (1845). Auch die Turmuhr am Freiburger Münster (1851) stammt von Schwilgué.
Schwilgué beschäftigte sich auch mit der Konstruktion von mechanischen Rechenmaschinen. Er und sein Sohn beantragten am 24. Dezember 1844 ein Patent für ihren additionneur mécanique, das ihnen am 1. März 1845 erteilt wurde. Seine erhaltenen Rechenwerke gelten als die ältesten Tastenaddiermaschinen.